# Phil Pressey
Phil Michael Pressey, né le 17 février 1991 à Dallas au Texas est un joueur et entraîneur américain de basket-ball. Comme joueur, il évolue au poste de meneur.

## Biographie
Phil Pressey est le fils de Paul Pressey, joueur professionnel de basket-ball.
Non drafté en 2013, il rejoint les Celtics de Boston et y joue 75 matches sur la saison 2013-2014.
En juillet 2014, Pressey participe à la NBA Summer League 2014 avec les Celtics. Ses performances lui permettent de gagner une place dans l'effectif des Celtics et de signer jusqu'à la fin de la saison. Le 5 février 2015, il est envoyé chez les Red Claws du Maine en D-League. Il n'y fait qu'un match contre le Stampede de l'Idaho qu'il termine avec 34 points, 7 rebonds, 9 passes décisives et 3 interceptions en 42 minutes mais il ne peut empêcher la défaite des siens 101 à 96. Le lendemain, il est rappelé dans l'effectif des Celtics. Lors de sa deuxième saison avec les Celtics, il participe à 50 rencontres.
Le 15 juillet 2015, il est libéré par les Celtics.
En juillet 2017, il est recruté par le FC Barcelone. Avec le Barça, il remporte la Coupe d'Espagne en février 2018.
En juillet 2020, Pressey rejoint l'EWE Baskets Oldenbourg, club allemand de basket-ball.
Il prend sa retraite à la fin de la saison 2021-2022 et devient entraîneur adjoint des Tigers du Missouri, son alma mater. En juin 2023, Pressey est recruté comme entraîneur adjoint des Celtics de Boston.

## Records
Les records personnels de Phil Pressey, officiellement recensés par la NBA sont les suivants :
| Type de statistique        | Saison régulière | Saison régulière                               | Saison régulière                | Playoffs | Playoffs                 | Playoffs      |
| Type de statistique        | Record           | Adversaire                                     | Date                            | Record   | Adversaire               | Date          |
| -------------------------- | ---------------- | ---------------------------------------------- | ------------------------------- | -------- | ------------------------ | ------------- |
| Points                     | 20               | @ Wizards de Washington                        | 22 janvier 2014                 |          |                          |               |
| Paniers marqués            | 7                | @ Wizards de Washington                        | 22 janvier 2014                 |          |                          |               |
| Paniers tentés             | 12               | Wizards de Washington                          | 16 avril 2014                   | 2        | @ Cavaliers de Cleveland | 19 avril 2015 |
| Paniers à 3 points réussis | 5                | @ Wizards de Washington                        | 22 janvier 2014                 |          |                          |               |
| Paniers à 3 points tentés  | 6                | 3 fois                                         |                                 | 1        | Cavaliers de Cleveland   | 26 avril 2015 |
| Lancers francs réussis     | 5                | @ Rockets de Houston                           | 19 novembre 2013                |          |                          |               |
| Lancers francs tentés      | 7                | @ Rockets de Houston                           | 19 novembre 2013                |          |                          |               |
| Rebonds offensifs          | 2                | 4 fois                                         |                                 | 1        | @ Cavaliers de Cleveland | 19 avril 2015 |
| Rebonds défensifs          | 5                | Bobcats de Charlotte                           | 11 avril 2014                   |          |                          |               |
| Rebonds totaux             | 5                | 6 fois                                         |                                 | 1        | @ Cavaliers de Cleveland | 19 avril 2015 |
| Passes décisives           | 13               | Bobcats de Charlotte @ Cavaliers de Cleveland  | 11 avril 2014 12 avril 2014     |          |                          |               |
| Interceptions              | 4                | @ Bulls de Chicago                             | 31 mars 2014                    |          |                          |               |
| Contres                    | 1                | 11 fois                                        |                                 | 1        | Cavaliers de Cleveland   | 26 avril 2015 |
| Balles perdues             | 5                | @ Wizards de Washington Sixers de Philadelphie | 22 janvier 2014 29 janvier 2014 |          |                          |               |
| Minutes jouées             | 42               | @ Cavaliers de Cleveland Wizards de Washington | 12 avril 2014 16 avril 2014     | 4        | Cavaliers de Cleveland   | 26 avril 2015 |

- Double-double : 3 (au terme de la saison 2014/2015).
- Triple-double : aucun.

## Palmarès
- Coupe d'Espagne : 2018
- 2011-2012 All-Big 12 (1st team - CBS; 2nd team - AP; 3rd team - coaches)
- 2012-2013 All-SEC (1st team - Coaches, FOX, Kansas City Star)
- 2013 AP All-American honorable mention
- record du nombre de passes décisives dans une rencontre de la SEC (19)
- record du nombre de passes décisives en une saison et une carrière universitaire dans l'histoire des Tigers du Missouri (en moyenne et au total)
- record du nombre d'interception de l'histoire des Tigers du Missouri (total)
- meilleur intercepteur et passeur de la Big 12 en 2011-2012
- meilleur passeur de la SEC en 2012-2013